# Mimacraea dohertyi
Mimacraea dohertyi är en fjärilsart som beskrevs av Rothschild 1901. Mimacraea dohertyi ingår i släktet Mimacraea och familjen juvelvingar. Inga underarter finns listade i Catalogue of Life.